# Florshain
Florshain ist ein Stadtteil von Schwalmstadt im nordhessischen Schwalm-Eder-Kreis.

## Geographische Lage
Der aus einer hochmittelalterlichen Rodungssiedlung entstandene Ort liegt in einer Talmulde und ist von Westen nach Südosten von einem umschwingenden Feldrücken umgeben. Florshain ist über die Kreisstraße 101 von Mengsberg nach Treysa zu erreichen.

## Geschichte

### Ortsgeschichte
Die älteste bekannte schriftliche Erwähnung von Florshain erfolgte unter dem Namen Florshain im Jahr 1549, als die Herren von Gilsa den Ort an einen Reinhard Rink verkauften. Vermutlich ist das Dorf wesentlich älter: zum einen wird es erst durch seinen Verkauf erwähnt, zum anderen stammt die Kirche bereits aus dem Jahr 1520 oder früher.
Ein ehemaliger Siedlungsplatz in der Gemarkung ist die Wüstung Biedenbach.
Im Zuge der Gebietsreform in Hessen fusionierten zum 31. Dezember 1970 die beiden Städte Treysa und Ziegenhain mit den umliegenden bis dahin selbständigen Gemeinden Ascherode, Florshain, Frankenhain, Niedergrenzebach, Rommershausen und Trutzhain auf freiwilliger Basis zur neuen Stadt Schwalmstadt. Dadurch wurde Florshain ein Stadtteil von Schwalmstadt. Verwaltungssitz wurde Treysa. Für die ehemals eigenständigen Städte und Gemeinden von Schwalmstadt wurde je ein Ortsbezirk mit Ortsbeirat und Ortsvorsteher nach der Hessischen Gemeindeordnung gebildet.

### Verwaltungsgeschichte im Überblick
Die folgende Liste zeigt die Staaten und Verwaltungseinheiten, denen Florshain angehört(e):
- vor 1450: Heiliges Römisches Reich, Grafschaft Ziegenhain
- ab 1450: Heiliges Römisches Reich, Landgrafschaft Hessen, Amt Ziegenhain
- ab 1567: Heiliges Römisches Reich, Landgrafschaft Hessen-Kassel, Amt Ziegenhain[7]
- 1623–1638: Heiliges Römisches Reich, Landgrafschaft Hessen-Darmstadt (Pfandschaft), Amt Ziegenhain
- ab 1648: Heiliges Römisches Reich, Landgrafschaft Hessen-Kassel, Amt Ziegenhain
- ab 1806: Landgrafschaft Hessen-Kassel,[Anm. 2] Amt Ziegenhain
- 1807–1813: Königreich Westphalen, Departement der Werra,[Anm. 3] Distrikt Marburg, Kanton Treysa (Friedensgericht Treysa)
- ab 1814: Kurfürstentum Hessen,[Anm. 4] Grafschaft Ziegenhain, Amt Ziegenhain[8]
- ab 1821/22: Kurfürstentum Hessen, Provinz Oberhessen, Kreis Ziegenhain[9][Anm. 5]
- ab 1848: Kurfürstentum Hessen, Bezirk Fritzlar
- ab 1851: Kurfürstentum Hessen, Provinz Oberhessen, Kreis Ziegenhain
- ab 1867: Königreich Preußen,[Anm. 6] Provinz Hessen-Nassau, Regierungsbezirk Kassel, Kreis Ziegenhain
- ab 1871: Deutsches Reich, Königreich Preußen, Provinz Hessen-Nassau, Regierungsbezirk Kassel, Kreis Ziegenhain
- ab 1918: Deutsches Reich (Weimarer Republik), Freistaat Preußen, Provinz Hessen-Nassau, Regierungsbezirk Kassel, Kreis Ziegenhain
- ab 1944: Deutsches Reich, Freistaat Preußen, Provinz Kurhessen, Landkreis Ziegenhain
- ab 1945: Amerikanische Besatzungszone, Groß-Hessen, Regierungsbezirk Kassel, Landkreis Ziegenhain
- ab 1946: Amerikanische Besatzungszone,[Anm. 7] Hessen, Regierungsbezirk Kassel, Landkreis Ziegenhain
- ab 1949: Bundesrepublik Deutschland, Hessen, Regierungsbezirk Kassel, Landkreis Ziegenhain
- ab 1971: Bundesrepublik Deutschland, Hessen, Regierungsbezirk Kassel, Landkreis Ziegenhain, Stadt Schwalmstadt[Anm. 8]
- ab 1974: Bundesrepublik Deutschland, Hessen, Regierungsbezirk Kassel, Schwalm-Eder-Kreis, Stadt Schwalmstadt

## Bevölkerung

### Einwohnerstruktur 2011
Nach den Erhebungen des Zensus 2011 lebten am Stichtag, dem 9. Mai 2011, in Florshain 369 Einwohner. Darunter waren keine Ausländer.
Nach dem Lebensalter waren 54 Einwohner unter 18 Jahren, 153 zwischen 18 und 49, 90 zwischen 50 und 64 und 69 Einwohner waren älter. Die Einwohner lebten in 153 Haushalten. Davon waren 39 Singlehaushalte, 57 Paare ohne Kinder und 51 Paare mit Kindern, sowie 9 Alleinerziehende und keine Wohngemeinschaften. In 30 Haushalten lebten ausschließlich Senioren und in 99 Haushaltungen lebten keine Senioren.

### Einwohnerentwicklung
| Quelle: Historisches Ortslexikon |                             |
| • 1585:                          | 16 Hausgesesse              |
| • 1639:                          | 8 Hausgesesse               |
| • 1681:                          | 10 Hausgesesse, 1 Ausschuss |
| • 1782:                          | 152 Einwohner               |

| Florshain: Einwohnerzahlen von 1782 bis 2024 | Florshain: Einwohnerzahlen von 1782 bis 2024 | Florshain: Einwohnerzahlen von 1782 bis 2024 | Florshain: Einwohnerzahlen von 1782 bis 2024 | Florshain: Einwohnerzahlen von 1782 bis 2024 |
| --- | -------------------------------------------- | -------------------------------------------- | -------------------------------------------- | -------------------------------------------- |
| Jahr |                                              |                                              |                                              | Einwohner                                    |
| 1782 | 1782                                         |                                              | 152                                          | 152                                          |
| 1800 | 1800                                         |                                              | ?                                            | ?                                            |
| 1834 | 1834                                         |                                              | 229                                          | 229                                          |
| 1840 | 1840                                         |                                              | 217                                          | 217                                          |
| 1846 | 1846                                         |                                              | 222                                          | 222                                          |
| 1852 | 1852                                         |                                              | 228                                          | 228                                          |
| 1858 | 1858                                         |                                              | 221                                          | 221                                          |
| 1864 | 1864                                         |                                              | 230                                          | 230                                          |
| 1871 | 1871                                         |                                              | 222                                          | 222                                          |
| 1875 | 1875                                         |                                              | 229                                          | 229                                          |
| 1885 | 1885                                         |                                              | 216                                          | 216                                          |
| 1895 | 1895                                         |                                              | 208                                          | 208                                          |
| 1905 | 1905                                         |                                              | 193                                          | 193                                          |
| 1910 | 1910                                         |                                              | 212                                          | 212                                          |
| 1925 | 1925                                         |                                              | 246                                          | 246                                          |
| 1939 | 1939                                         |                                              | 263                                          | 263                                          |
| 1946 | 1946                                         |                                              | 407                                          | 407                                          |
| 1950 | 1950                                         |                                              | 402                                          | 402                                          |
| 1956 | 1956                                         |                                              | 338                                          | 338                                          |
| 1961 | 1961                                         |                                              | 321                                          | 321                                          |
| 1967 | 1967                                         |                                              | 334                                          | 334                                          |
| 1980 | 1980                                         |                                              | ?                                            | ?                                            |
| 1990 | 1990                                         |                                              | ?                                            | ?                                            |
| 2000 | 2000                                         |                                              | ?                                            | ?                                            |
| 2011 | 2011                                         |                                              | 369                                          | 369                                          |
| 2016 | 2016                                         |                                              | 377                                          | 377                                          |
| 2021 | 2021                                         |                                              | 378                                          | 378                                          |
| 2024 | 2024                                         |                                              | 366                                          | 366                                          |
| Datenquelle: Historisches Gemeindeverzeichnis für Hessen: Die Bevölkerung der Gemeinden 1834 bis 1967. Wiesbaden: Hessisches Statistisches Landesamt, 1968. Weitere Quellen: LAGIS; Stadt Schwalmstadt; Zensus 2011 |                                              |                                              |                                              |                                              |

### Historische Erwerbstätigkeit
| Quelle: Historisches Ortslexikon | |
| • 1782:                          | 1 Schmied, 5 Leineweber, 2 Lohnschäfer, 3 Tagelöhner                                                                               |
| • 1838:                          | Familien: 20 Ackerbau, 3 Gewerbe, 5 Tagelöhner                                                                                     |
| • 1961:                          | Erwerbspersonen: 101 Land- und Forstwirtschaft, 44 produzierendes Gewerbe, 10 Handel und Verkehr, 9 Dienstleistungen und Sonstiges |

### Historische Religionszugehörigkeit
| Quelle: Historisches Ortslexikon |                                                                     |
| • 1861:                          | 225 evangelisch-reformierte Einwohner                               |
| • 1885:                          | 215 evangelische (= 99,54 %), ein katholischer (= 0,46 %) Einwohner |
| • 1961:                          | 312 evangelische (= 97,20 %), 8 katholische (= 4,49 %) Einwohner    |

## Politik
Für Florshain besteht ein Ortsbezirk (Gebiete der ehemaligen Gemeinde Florshain) mit Ortsbeirat und Ortsvorsteher nach der Hessischen Gemeindeordnung.
Der Ortsbeirat besteht aus fünf Mitgliedern. Bei den Kommunalwahlen in Hessen 2021 betrug die Wahlbeteiligung zum Ortsbeirat 70,85 %. Es erhielten die SPD mit 33,39 % der Stimmen zwei Sitze und die CDU mit 53,61 % drei Sitze. Der Ortsbeirat wählte Mario Schenk zum Ortsvorsteher.

## Kultur und Sehenswürdigkeiten

### Kirche

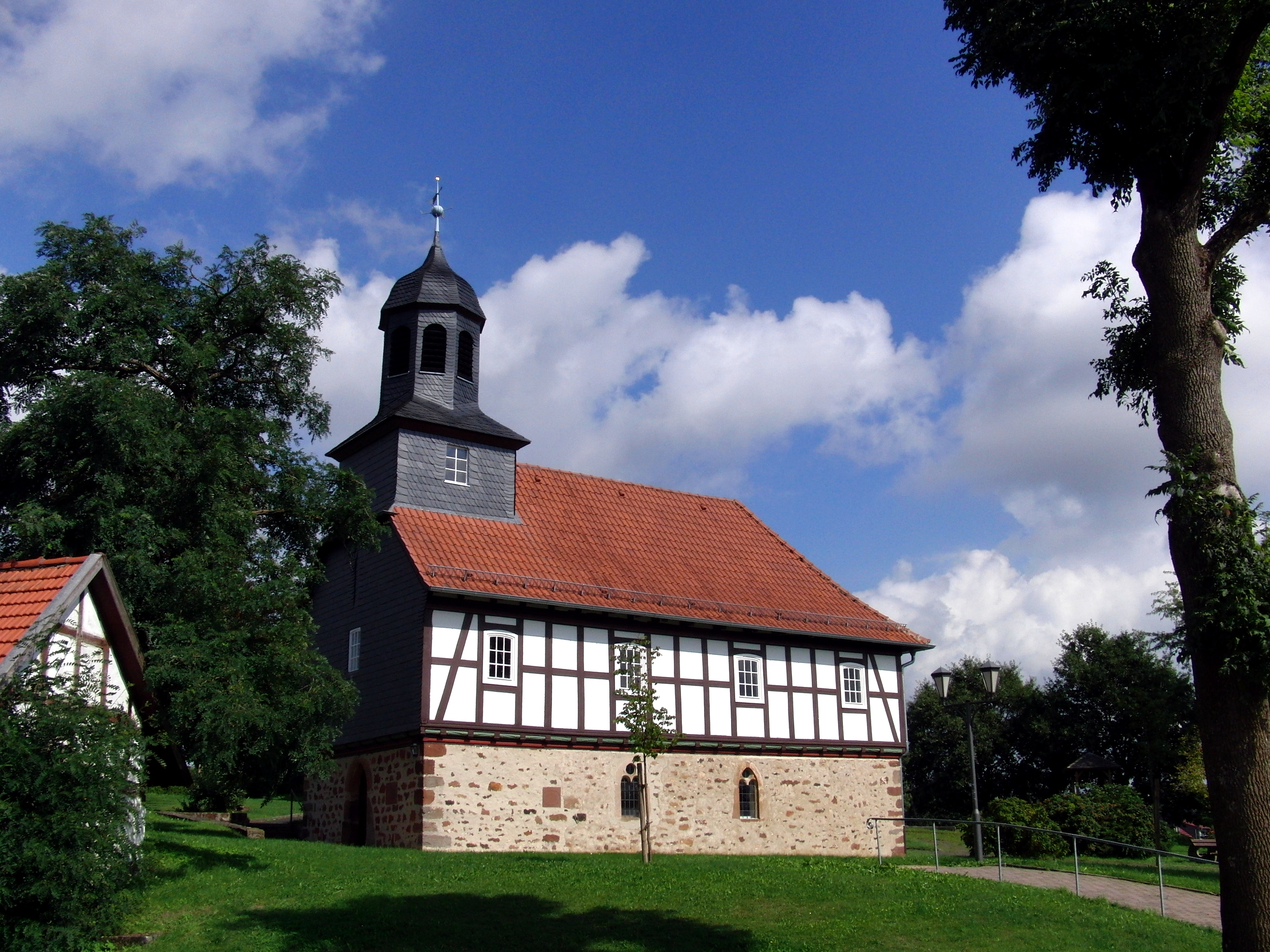
Fachwerkkirche

Die Fachwerkkirche wurde 1520 erbaut; diese Jahreszahl lässt sich aus einem im Sockel eingemauerten Sandstein entnehmen. Im massiven Sandsteingeschoss der Kirche sind zwei gotische Fensterbögen eingemauert, die auf eine Entstehung im 13. oder 14. Jahrhundert schließen lassen. Im Kircheninneren befindet sich ein spätgotischer Taufstein mit den Jahreszahlen 1520 und 1740. Die Jahreszahl 1740 lässt sich jedoch nicht eindeutig zuordnen, vermutlich deutet sie auf einen Umbau hin. In den Jahren 1953/1954 wurde die Kirche erweitert.

### Kulturdenkmäler
Siehe Liste der Kulturdenkmäler in Florshain